# Brachyta petriccionei
Brachyta petriccionei è un coleottero della famiglia Cerambycidae, sottogenere Fasciobrachyta. 

## Scoperta
La specie è stata scoperta nel 2018 sul monte Morrone, all'interno del parco nazionale della Majella in Abruzzo. Si tratta della seconda specie di Brachyta attestata sul territorio nazionale dopo B. interrogationis, diffusa invece in Italia settentrionale.

## Descrizione
L'aspetto è simile a quello di Brachyta balcanica (Hampe, 1870), da cui differisce per i colori più chiari, per il pronoto più stretto e per le antenne più lunghe e spesse. Il corpo della femmina presenta una lunghezza di circa 16 mm ed una larghezza di circa 7 mm. La colorazione è nera eccetto che nelle zampe, nelle elitre e, parzialmente, nelle antenne, che presentano una colorazione tendente al giallo ocra.

## Biologia
Stante la loro recentissima scoperta, la biologia larvale di questi cerambicidi è attualmente sconosciuta, è tuttavia ipotizzabile che le larve di questi coleotteri si sviluppino nutrendosi di foglie di peonia selvatica, essendo lo stadio larvale di tutte le altre specie del sottogenere Fasciobrachyta associato a questa pianta. Gli esemplari adulti hanno una vita piuttosto breve e sono antofagi.